# Lakeville (comté de Westmorland)
Ne pas confrondre avec Lakeville dans le Comté de Carleton
Lakeville est un hameau situé dans le comté de Westmorland (Nouveau-Brunswick) à l'est de Moncton, à l'intersection de la route 2 et de la route 134. Lakeville est situé principalement le long de la route 134.

## Lieux d'intérêt
- Lakeville, ancienne église méthodiste qui sera utilisée par l'Église unie du Canada, construite en 1879[1] et utilisée de juin 2016 à 2020[2] par la mission Notre-Dame-de-Joie[3], une communauté catholique traditionaliste.
- Lakeside Golf & Country Club[4].
- Lakeside Estates (Mini Home Park)